# Sandringham House

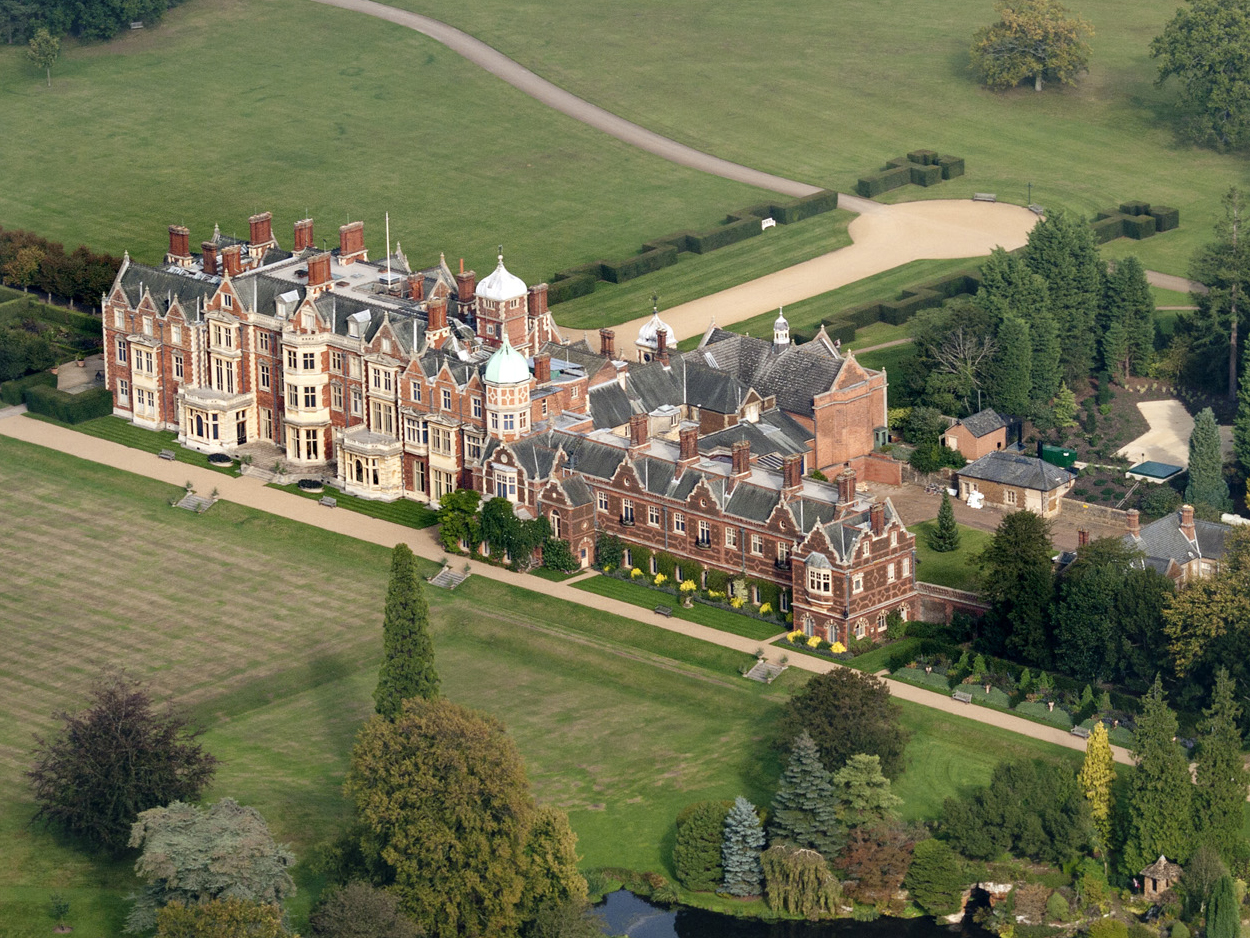
Sandringham Norfolk London

Sandringham House är en herrgård i Sandringham i Norfolk i Storbritannien. Det används som kungahusets lantställe. Denna bostad har sedan 1860-talet varit en av kungafamiljens mest omtyckta, och det är här den kungliga familjen av tradition brukar fira jul.

## Historik
Godset nämns i Domesday Book som tillhörande Robert Fitz-Corbun, en normandisk riddare som fått herrgården efter den normandiska erövringen.  Under 1400-talet ägdes egendomen av Anthony Woodville, 2:e earl Rivers. Egendomens dåvarande ägare Cornish Henley rev 1771 det elisabetanska herrgårdshuset och uppförde en georgisk herrgårdsbyggnad, Sandringham Hall. År 1843 ärvdes egendomen av Charles Spencer Cowper, som byggde ut huset. Han levde dock större delen av sin tid i Paris och led av ekonomiska problem. 
Drottning Viktoria köpte och skänkte 1863 Sandringham House till sin äldste son, prins Albert Edvard, prins av Wales – den blivande kung Edvard VII. Han och hans hustru Alexandra lät 1865 riva det existerande huset och lät istället uppföra det stora hus, som stod färdigt 1871 och som står där än idag. Edvard VII upprätthöll ett livligt sällskapsliv och byggnaden utökades efter tiden, och flera gästhus och andra mindre byggnader uppfördes på egendomen runt huvudbyggnaden. Alexandra fortsatte bo i huvudbyggnaden till sin död 1925. Därefter användes Sandringham House av alla brittiska monarker som deras sommarställe i England. 
Sandringham House tillhör inte den brittiska kronan/staten, utan är kung Charles III:s privata egendom. I närheten ligger det kungliga stuteriet, där kungens kapplöpningsstall är beläget.